# NGC 4759A
NGC 4759A је лентикуларна галаксија у сазвежђу Девица која се налази на NGC листи објеката дубоког неба.
Деклинација објекта је - 9° 11' 59" а ректасцензија 12h 53m 4,5s. Привидна величина (магнитуда) објекта NGC 4759 износи 13,0 а фотографска магнитуда 14,0. NGC 4759A је још познат и под ознакама NGC 4776, MCG -1-33-36, HCG 62B, PGC 43754.